# Antonia Lorenz-Birk
Antonia Lorenz-Birk (* 1980 in Oldenburg/Niedersachsen) ist eine deutsche Klarinettistin.

## Leben
Lorenz-Birk studierte Klarinette bei Sabine Meyer in Lübeck und legte 2009 ihr Konzertexamen mit Auszeichnung bei Martin Spangenberg in Weimar ab. Außerdem besuchte sie Meisterkurse u. a. von George Peterson, Michael Riessler, Johannes Peitz und Hans Deinzer. Sie war fünfmal Preisträgerin beim Bundeswettbewerb Jugend musiziert und war als Stipendiatin des Deutschen Musikwettbewerbs 2006 und 2008 in der Bundesauswahl Konzerte Junger Künstler. Mit ihrer Duopartnerin, der Pianistin Isabel von Bernstorff gewann sie 2008 den ZONTA Musikpreis. Mit von Bernstorff und dem Fagottisten Philipp Zeller bildet sie das Trio Elego
Von 2001 bis 2006 war sie Mitglied des Bundesstudentenorchesters Junge Deutsche Philharmonie. 2003–04 war sie Praktikantin beim Philharmonischen Orchester der Hansestadt Lübeck, 2004–05 beim SWR Sinfonieorchester Baden-Baden und Freiburg. Als Soloklarinettistin war sie 2006–07 im Orchester der Komischen Oper Berlin und 2007–09 im Orchester der Staatsoper Stuttgart engagiert. Seit 2010 ist sie Soloklarinettistin am Oldenburgischen Staatstheater. Auftritte als Solistin hatte sie auch mit dem von Rida Murtada geleiteten Haydn-Orchester Hamburg. Seit 2002 nimmt sie an den Stockhausen-Kursen in Kürten teil, wo sie 2005 für ihre Aufführung von Karlheinz Stockhausens Komposition YPSILON mit dem Ersten Preis ausgezeichnet wurde.